# Na otoku zakladov (Pet prijateljev)
Na otoku zakladov je prva zgodba iz priljubljene mladinske knjižne zbirke Pet prijateljev. Avtorica je Enid Blyton.
Dick, Julian in Anne se prvič odpravijo na počitnice k sorodnikom na morju. S sestrično George in njenim psom Timom raziskujejo skrivnostni otok z razvalinami gradu v Kirrinovem zalivu, kjer se je nekoč potopila ladja, natovorjena z zlatom. Toda peterica prijateljev se ne zaveda, da jih pri tem nekdo opazuje in kuje zahrbten načrt.